# آرشاک مادویان
آرشاک گئورگی مادویان (ارمنی: Արշակ Գևորգի Մադոյան؛  زادهٔ ۱ ژوئیهٔ ۱۹۳۸ - درگذشته ۲۱ فوریهٔ ۲۰۲۱) تاریخ‌نگار ادبی، مترجم، لغت‌شناس، ویراستار، ارمنستان‌شناس، استاد اهل ارمنستان بود.

## زندگی‌نامه
وی در ۱ ژوئیهٔ ۱۹۳۸ در آخالکالاک به دنیا آمد و از مدرسه شماره ۶۳ قازاروس آقایان (۱۹۵۵) دانشکده لغت‌شناسی دانشگاه دولتی ایروان (۱۹۶۱) فارغ‌التحصیل گشت. گئورگ و گئورگ پدر و پسر وی بودند. وی در دانشگاه دولتی ایروان، Բանբեր Երևանի համալսարանի، انستیتو ادبی، اچمیادزین فعالیت می‌کرد. وی عضو اتحادیه نویسندگان ارمنستان بود. وی به ارمنی مدرن و ارمنی کلاسیک تسلط داشت. وی همچنین برندهٔ جوایزی همچون نشان افتخار ساهاک مقدس-مسروپ مقدس شده است. وی در ۲۲ فوریهٔ ۲۰۲۱ در سن ۸۲ سالگی در ایروان درگذشت.

## یادداشت
1. ↑  բանասիրական գիտությունների դոկտոր